# Lasiocarpus
Lasiocarpus là một chi thực vật có hoa trong họ Malpighiaceae.

## Loài
Chi Lasiocarpus gồm các loài: